# Pierre Daniel Chantepie de la Saussaye

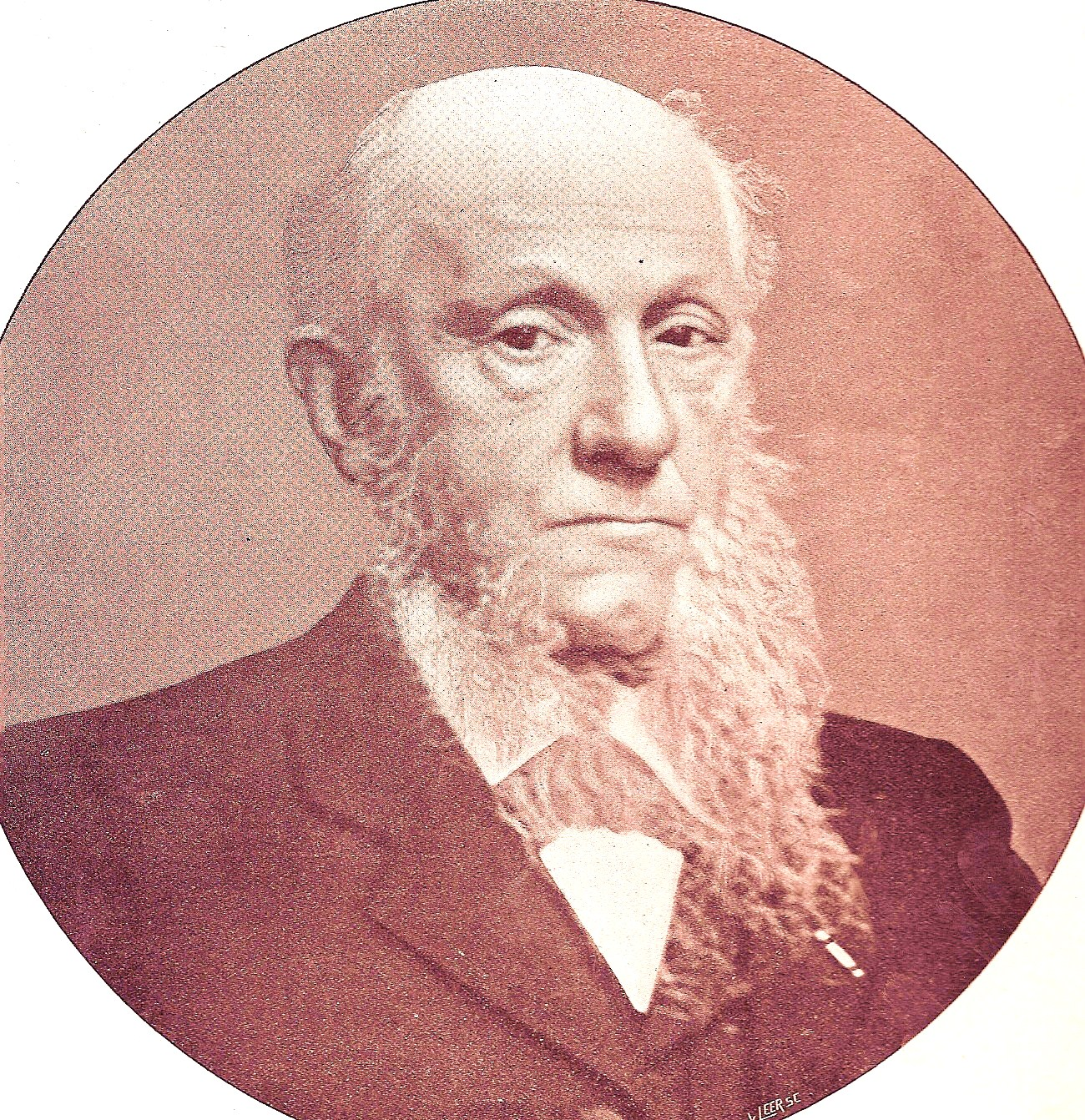
Pierre Daniel Chantepie de la Saussaye

Pierre Daniel Chantepie de la Saussaye (* 9. April 1848 in Leeuwarden; † 20. April 1920 in Bilthoven), Sohn des Theologen Daniel Chantepie de la Saussaye, war ein niederländischer evangelischer Theologe und Religionswissenschaftler, der vor allem als Herausgeber des Lehrbuchs der Religionsgeschichte (1. A. 1887, 2. A. 1897, 3. A. 1905, 4. Auf. 1925) hervorgetreten ist. Er promovierte 1871 an der Fachhochschule von Utrecht und gilt als einer der Begründer der modernen Religionswissenschaft. Ab 1878 war er Professor der Religionsgeschichte an der Universität von Amsterdam und von 1899 bis 1916 an der Universität Leiden.

## Lehrbuch der Religionsgeschichte
Das unter seinem Namen erschienene Lehrbuch der Religionsgeschichte, für lange Zeit ein Standardwerk des Faches, wurde zuletzt von Alfred Bertholet und Edvard Lehmann herausgegeben (4. A., 1925). P. D. Chantepie de la Saussaye veröffentlichte sein Lehrbuch der Religionsgeschichte zwischen 1887 und 1905 insgesamt dreimal, die vierte und letzte Auflage wurde erst nach Chantepie de la Saussayes Tod im Jahre 1925 veröffentlicht. Sie wurde vollständig überarbeitet und weicht von den vorherigen drei Auflagen stark ab. Die vierte Auflage enthält Beiträge wichtiger Fachvertreter: Sten Konow (Die Inder - Buddhismus), Edvard Lehmann (Die Perser - Die zarathustrische Religion), Bernhard Ankermann (Die Religion der Naturvölker), Hans Ostenfeldt Lange (Die Aegypter), Martin P. Nilsson (Die Griechen - Griechische Religion), Ludwig Deubner (Die Römer), Aleksander Brückner (Slaven und Litauer), Vilhelm Grönbech (Die Germanen), J. A. Mac Culloch (Die Kelten), Otto Franke (Religion der Chinesen), Karl Florenz (Die Japaner), Friedrich Jeremias (Semitische Völker in Vorderasien), Christiaan Snouck Hurgronje (Der Islam).

## Schriften
- Chantepie de la Saussaye, Alfred Bertholet, Edvard Lehmann (Hrsg.): Lehrbuch der Religionsgeschichte. Mohr, Tübingen 1925. Band 1: Zur Geschichte der Religionsgeschichte; Erscheinungs- und Ideenwelt der Religion; Die Religionen der Naturvölker; Die Chinesen; Die Japaner; Die Ägypter; Semitische Völker in Vorderasien; Der Islam. Band 2: Die Inder (Literatur, Buddhismus); Die Perser; Die Griechen; Die Römer; Slaven und Litauer; Germanen; Kelten.
- Methodologische bijdrage tot het onderzoek naar den oorsprong van den godsdienst. Van De Weijer, Utrecht 1871. (Academisch proefschrift ter verkrijging van den graad van Doctor in de Godgeleerdheid aan de Utrechtsche Hogeschool, 19. April 1871)
- Geschiedenis van den godsdienst der Germanen vóór hun overgang tot het Christendom. De erven F. Bohn 1900.

## Namensvarianten
Pierre Daniel Chantepie de LaSaussaye, Daniel Chantepie de LaSaussaye, Pierre Daniel Chantepie de LaSaussaye, Pierre Daniel Chantepie de la Saussaye, Pierre Daniel Chantepie de la Saussaye,
P. D. S̆antepi de lja Sossej, (russ. Namensform), P. D. Chantepie de LaSaussaye